# Farine de plumes
La farine de plumes est un matériau d'alimentation animale fabriqué à partir de plumes obtenues lors de l'abattage des volailles destinées à la consommation humaine. Elle est fabriquée en utilisant une technologie spéciale pour augmenter la digestibilité des protéines de plumes.
Au cours du processus de fabrication, la matière première est hydrolysée, ce qui augmente la valeur maximale nutritionnelle du produit fini. La farine de plumes hydrolysée est utilisée dans la fabrication des mélanges d'alimentation pour les porcs, volailles, poissons et animaux de compagnie.
La farine de plumes est également utilisée comme engrais.

## Problèmes potentiels
La farine de plume peut contribuer à l'intoxication à l'arsenic chez l'homme, soit qu'elle soit utilisée comme aliment pour animaux, soit comme engrais.
Une analyse de la farine de plumes aux États-Unis a aussi révélé les traces d'un certain nombre de médicaments auxquels les poulets avaient été exposés. On y trouvait notamment des fluoroquinolones interdites, mais encore présentes dans l'alimentation, du Prozac, des antihistaminiques, des fongicides, l'hormone sexuelle norgestimate (en) et de la caféine. Les effets bioacculumatifs de ces produits pharmaceutiques constituent un souci pour la santé humaine.